# Rivière de Chute
Pour les articles homonymes, voir Chute.
Ne doit pas être confondu avec La Chute (rivière).
 (avril 2017).
La rivière de Chute (anglais : River de Chute) est un cours d'eau qui prend sa source dans le nord-ouest du Maine (États-Unis, puis s'écoule vers la province du Nouveau-Brunswick au Canada.

## Géographie
La rivière de Chute prend sa source dans le comté d'Aroostook dans l'État du Maine. Elle suit un tracé ouest-est. Après un parcours de huit kilomètres, la rivière de Chute franchit la frontière entre les États-Unis et le Canada. Elle s'écoule ensuite à la limite du comté de Carleton du comté de Victoria.
Elle se jette dans le fleuve Saint-Jean après avoir encore parcouru cinq kilomètres en territoire canadien.